# Montaigu-le-Blin
Montaigu-le-Blin é uma comuna francesa na região administrativa de Auvérnia-Ródano-Alpes, no departamento Allier. Estende-se por uma área de 12,9 km². Em 2010 a comuna tinha 309 habitantes (densidade: 24 hab./km²).